# グリーン長野農業協同組合
グリーン長野農業協同組合（グリーンながののうぎょうきょうどうくみあい）は、長野県長野市に本部を置く農業協同組合。通称JAグリーン長野。

## 組合員数
- 20,659人（平成31年2月末現在）

## 所管区域
- 長野市の一部（犀川以南）

## 沿革
- 1994年（平成6年）3月1日に篠ノ井農協・信更農協・大岡村農協・長野南農協が合併して発足。
- 1998年（平成10年）3月にJA若穂と合併。

## 主な産物
主な産物は「もも・りんご・ぶどう・長いも・きゅうり・えのき」などの果実からきのこ類まで幅広い。

## 購買店舗
- エーコープ ファーマーズ篠ノ井店（長野市）
- エーコープ 松代店（長野市）
- エーコープ ファーマーズ南長野店（長野市）